# Della Morena
Della Morena é um famoso locutor profissional de rodeios do Brasil.
Além de narrar rodeios, é apresentador do programa “Rodeio é Paixão” da Diário FM, rádio de São José do Rio Preto.
Tem 5 CDs lançados.

## Prêmios
2001 e 2002 Eleito pela revista Rodeo Country. O Arena de outro, o Oscar do Rodeio Brasileiro, Melhor programa Sertanejo Country de Rádio FM do Brasil.
Ganhador da Fivela de Prata 3 vezes seguidas pela Revista 8 segundos,

Ganhador da Fivela de Ouro 2008 pela Revista Rodeio & CIA. Programa: "DELLA MORENA - RODEIO É PAIXÃO" - FM DIARIO – MIRASSOL – SP.